# Drosophila ohioensis
Drosophila ohioensis är en tvåvingeart som beskrevs av Spencer 1940. Drosophila ohioensis ingår i släktet Drosophila och familjen daggflugor.
Artens utbredningsområde är delstaterna Ohio, Michigan och New York i USA.